# Indian Trail (Trinidad y Tobago)
Indian Trail es una localidad de Trinidad y Tobago, que forma parte de la región de Couva-Tabaquite-Talparo.

## Geografía
La localidad abarca parte de la isla Trinidad y limita al norte con Coal Mine, Spring Village North y Preysal, al sur con Forres Park, al este con Preysal, Gran Couva y Tortuga y al oeste con Basta Hall, Spring Village South y Mount Pleasant.

## Demografía
Datos demográficos de la localidad de Indian Trail:
| Gráfica de evolución demográfica de Indian Trail entre 2000 y 2011 |
|                                                                    |